# 中国道教学院
中国道教学院是中国道教协会于1990年5月成立的道教高等院校，校址位于北京白云观。它是在中国道协所办道教知识专修班和进修班的基础上成立的。

## 沿革
1961年，中国道教协会拟定《培养道教知识分子计划大纲》。1962年9月，中国道教协会举办首期“道教徒进修班”。因为“文化大革命”爆发，该进修班被迫中止。1982年，中国道教协会举办了第一期道教知识专修班（相当于中专）。在此基础上，中国道教协会于1990年5月成立了中国道教学院。

## 历任院长
1. 黎遇航（1990年－1992年）
2. 傅圆天（1992年－1997年）
3. 闵智亭（1998年－2004年）
4. 任法融（2005年－2015年）
5. 李光富（2015年－）